# مونتسرات
مونتسرات (/ˌmɒntsəˈræt/ MONT-sə-RAT) هي أحد أقاليم ما وراء البحار البريطانية في منطقة البحر الكاريبي. وهي جزء من جزر ليوارد، الجزء الشمالي من سلسلة جزر الأنتيل الصغرى في جزر الهند الغربية. يبلغ طول مونتسرات حوالي 16 كم (10 ميل) والعرض 11 كم (7 ميل)، يبلغ طول الخط الساحلي مع ما يقرب من 40 كم (25 ميل). أطلق عليها اسم «زمردة البحر الكاريبي» لتشابهها مع أيرلندا الساحلية وللأصل الإيرلندي لكثير من سكانها.
نشط بركان سوفرير هيلز الخامل سابقًا في الجزء الجنوبي من الجزيرة وفي 18 يوليو 1995. دمرت الانفجارات مدينة بليموث عاصمة مونتسرات. أُجبر ثلثا سكان الجزيرة على الفرار بين عامي 1995 و2000، إلى المملكة المتحدة بشكل أساسي، تاركين أقل من 1200 شخص على الجزيرة في عام 1997 (ارتفع إلى ما يقرب من 5000 بحلول عام 2016). النشاط البركاني مستمر ويؤثر في الغالب على المنطقة المجاورة لبليموث، بما في ذلك مرافق الإرساء، والجانب الشرقي من الجزيرة حول مطار دبليو إتش برامبل السابق، والتي دفنت بقاياه بالتدفقات من النشاط البركاني في 11 فبراير 2010.
فرضت منطقة حظر، تشمل الجزء الجنوبي من الجزيرة إلى أقصى الشمال مثل أجزاء من وادي بلهام، بسبب حجم القبة البركانية الحالية وما ينتج عن ذلك من نشاط الحمم البركانية. لا يُسمح للزوار عمومًا بالدخول إلى منطقة الاستبعاد، ولكن يمكن رؤية منظر لتدمير بليموث من أعلى تل غاريبالدي في خليج جزر. البركان هادئ نسبيًا منذ أوائل عام 2010 ولكن لا يزال يخضع لمراقبة عن كثب من قبل مرصد بركان مونتسرات.

## التاريخ

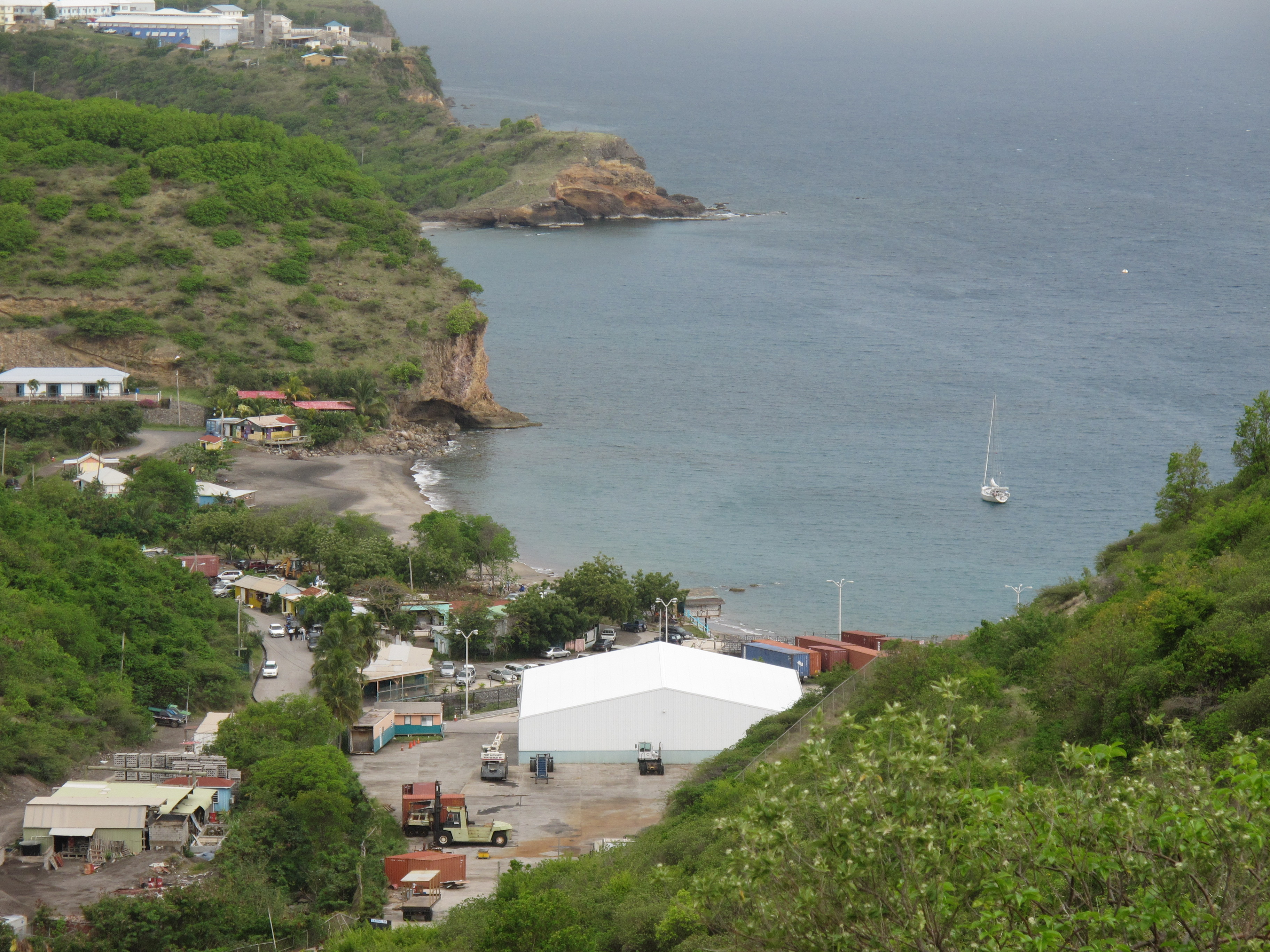
منظر ساحل ليتل باي وخليج كارز في 2012

خريطة مونتسرات (أعلى) وبليموث (أسفل) عام 1869

### حقبة ما قبل الاستعمار
أشار العمل الميداني الأثري في عام 2012 في تلال مونتسرات إلى وجود استيطان قديم (ما قبل الأراواك) بين 2000-500 قبل الميلاد. تظهر المواقع الأثرية وجود ثقافة سالادويد (550 م). يُعتقد أن سكان الكاريبي الأصليين أطلقوا عليها اسم جزيرة أليواغانا، والتي تعني «أرض الأدغال الشائكة».
اكتشف السكان المحليون تسعة نقوش صخرية في منطقة غابات بالقرب من جنديغاوت في عام 2016. وجدت منحوتات أخرى في عام 2018 في نفس المنطقة. يعتقد أن المنحوتات تعود إلى 1000-1500 سنة. 

### الفترة الأوروبية المبكرة
مر كريستوفر كولومبوس بمونتسرات في رحلته الثانية في نوفمبر 1493، بعد أن قيل له أن الجزيرة كانت غير مأهولة بسبب غارات شعب الكاريبي.
استقر عدد من الأيرلنديين في مونتسرات عام 1632. جاء معظمهم من سانت كيتس المجاورة بتحريض من حاكم الجزيرة توماس وورنر، وجاء المزيد من المستوطنين لاحقًا من فيرجينيا. المستوطنون الأوائل «كانوا على ما يبدو فلاحين، كل منهم يعمل في مزرعته الصغيرة».
دعا الأيرلنديون، كونهم حلفاء تاريخيون للفرنسيين وبسبب كرههم للإنجليز، طالب الفرنسيون بالجزيرة في عام 1666، بعد دعوة الأيرلنديون، ولكنهم لم يرسلوا قوات إليها. هاجم الفرنسيون الجزيرة واحتلوها لفترة وجيزة في أواخر ستينيات القرن السادس عشر. استولى الإنجليز عليها بعد ذلك بوقت قصير وأكدت السيطرة بموجب معاهدة بريدا في العام التالي.
بدأ المستعمرون في نقل العبيد للعمل، كما كان شائعًا في معظم جزر الكاريبي. بحلول أواخر القرن الثامن عشر تطورت العديد من المزارع في الجزيرة.

### القرن الثامن عشر
كان هناك هجوم فرنسي قصير على مونتسرات في عام 1712. تمرد العبيد في 17 مارس 1768 ولكنهم فشلوا. ألغيت العبودية في عام 1834. أصبح يوم القديس باتريك في عام 1985 عطلة عامة لمدة عشرة أيام لإحياء ذكرى الانتفاضة. الاحتفالات تعتني بثقافة وتاريخ مونتسرات في الغناء والرقص والطعام والأزياء التقليدية.
خلال حرب الاستقلال الأمريكية في عام 1782 استولت فرنسا، بما أنها حليفة أمريكا، على مونتسرات في حربها لدعم الأمريكيين. لم يكن الفرنسيون عازمين على استعمار الجزيرة، وافقوا على إعادة الجزيرة إلى بريطانيا العظمى في معاهدة باريس عام 1783.

### التاريخ المعاصر
ألغت بريطانيا العبودية في مونتسرات وأراضيها الأخرى اعتبارًا من أغسطس 1834. خلال القرن التاسع عشر، كان لانخفاض أسعار السكر تأثير سلبي على اقتصاد الجزيرة، حيث تنافست البرازيل ودول أخرى في التجارة. أصبحت الكثير من أراضي مونتسرات مملوكة لأصحاب الحيازات الصغيرة.
كانت مونتسرات جزء من مستعمرة التاج الفيدرالي لجزر ليوارد البريطانية من عام 1871 إلى عام 1958، وأصبحت مقاطعة تابعة لاتحاد جزر الهند الغربية قصير العمر من عام 1958 إلى عام 1962. أول رئيس لوزراء مونتسرات هو وليام هنري برامبل من حزب عمال مونتسرات من 1960 إلى 1970؛ عمل على تعزيز حقوق العمال وتعزيز السياحة في الجزيرة، وسٌمي مطار مونتسرات الأصلي تكريما له. ولكن انتقد نجله بيرسيفال أوستن برامبل الطريقة التي تبنى المرافق السياحية، وقام بعد ذلك بتأسيس حزبه الخاص (الحزب الديمقراطي التقدمي) وشغل بيرسيفال برامبل منصب رئيس الوزراء من عام 1970 إلى عام 1978. الفترة من 1978 إلى 1991 هيمن عليها سياسيًا رئيس الوزراء جون أوزبورن وحركة التحرير الشعبية التابعة له.
ألغيت رسميًا عقوبة الإعدام على جرائم القتل العمد في مونتسرات في 10 مايو 1991. أدت مزاعم الفساد داخل حركة التحرير الشعبية إلى انهيار حكومة أوزبورن في عام 1991، وأصبح روبن ميد رئيس الوزراء الجديد. ثم تمت الدعوة إلى انتخابات مبكرة.
في عام 1995، دمرت مونتسرات في عام 1995 بسبب انفجار بركان سوفرير الكارثي، دُمرت العاصمة بليموث، واستلزم إخلاء جزء كبير من الجزيرة. هاجر العديد من أبناء مونتسرات إلى الخارج، وبشكل رئيسي إلى المملكة المتحدة، على الرغم من أن بعضهم بدأ في العودة في السنوات الأخيرة. جعلت الانفجارات البركانية النصف الجنوبي بأكمله من الجزيرة غير صالح للسكن، وهي حاليًا منطقة محظورة ذات وصول مقيد.
أدى انتقاد استجابة حكومة مونتسرات للكارثة إلى استقالة رئيس الوزراء برتراند أوزبورن في عام 1997، بعد عام واحد فقط في المنصب، واستبدال بديفيد براندت الذي ظل في منصبه حتى عام 2001. بعده ترك منصبه اتهم بقيامه بالجرائم الجنسية مع القصر. أدين بستة تهم تتعلق بالاستغلال الجنسي وحُكم عليه بالسجن خمسة عشر عامًا في يوليو 2021.
عاد جون أوزبورن لرئاسة الوزراء بعد فوزه في انتخابات عام 2001، أطاح به لويل لويس من حزب مونتسرات الديمقراطي في عام 2006. وعاد روبن ميد إلى المنصب في عام 2009 إلى 2014؛ لم تتعرض مونتسرات لإعصار إيرما في خريف 2017 وتعرضت فقط لأضرار طفيفة من إعصار ماريا.
تولى إيستون تايلور فاريل من حزب حركة التغيير والازدهار منصب رئيس وزراء الجزيرة منذ نوفمبر 2019.

## السياسة والحكومة
مونتسرات هو إقليم ما وراء البحار يتمتع بالحكم الذاتي داخليًا تابع للمملكة المتحدة. لجنة الأمم المتحدة المعنية بإنهاء الاستعمار تدرج مونتسرات في قائمة الأمم المتحدة للأقاليم غير المتمتعة بالحكم الذاتي. رأس الدولة هو الملك تشارلز الثالث، ويمثله حاكم معين. تمارس الحكومة السلطة التنفيذية ورئيس الوزراء هو رئيس الحكومة يعينه الحاكم من بين أعضاء الجمعية التشريعية التي تتكون من تسعة أعضاء منتخبين. عادة ما يكون زعيم الحزب الذي يتمتع بأغلبية المقاعد هو رئيس الوزراء. السلطة التشريعية مناطة بكل من الحكومة والمجلس التشريعة. السلطة القضائية مستقلة عن السلطتين التنفيذية والتشريعية.

### التقسيمات الإدارية

الأبرشيات
أبرشية القديس بطرس (أحمر)
أبرشية القديس جاورجيوس (أخضر)
أبرشية القديس أنطونيوس (cyan)
بلموث (◾)

تنقسم مونتسرات إلى ثلاث أبرشيات. من الشمال إلى الجنوب، هم:
- أبرشية القديس بطرس
- أبرشية القديس جاورجيوس
- أبرشية القديس أنطونيوس

تغيرت مواقع المستوطنات في الجزيرة بشكل كبير منذ بدء النشاط البركاني. فقط أبرشية القديس بطرس الواقعة في شمال غرب الجزيرة مأهولة الآن، ويبلغ عدد سكانها ما بين 4000 و6000 نسمة، ولا يزال النشاط البركاني يشكل خطراً على السكن في الأبرشيتان الأخريان.
يوجد تقسيم مناطق التعداد الثلاثة، المستخدمة بشكل أساسي في التعداد السكاني. وهذه هي من الشمال إلى الجنوب:
- المنطقة الشمالية (2,369 نسمة)
- المنطقة الوسطى (1,666 نسمة)
- جنوب نهر نانت (887 نسمة)

لأغراض التعداد تقسم هذه أيضًا إلى 23 منطقة أخرى.

### الجيش والدفاع
تقع مسؤولية الدفاع عن مونتسرات على عاتق المملكة المتحدة. تحتفظ البحرية الملكية بسفينة في منطقة البحر الكاريبي (أتش أم أس Medway) وترسل بالإضافة إلى ذلك سفينة أخرى تابعة للبحرية الملكية. تتمثل المهمة الرئيسية لهذه السفن في الحفاظ على السيادة البريطانية على أقاليم ما وراء البحار وتقديم المساعدات الإنسانية والإغاثية من الكوارث مثل الأعاصير الشائعة في المنطقة، وإجراء عمليات مكافحة المخدرات.

## الجغرافيا

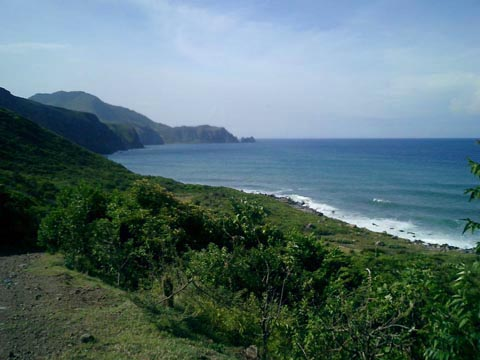
ساحل مونتسرات

تقع جزيرة مونتسرات على بعد 25 ميلاً (40 كم) جنوب غرب أنتيغوا و13 ميلاً (21 كم) جنوب شرق ريدوندا (جزيرة صغيرة تابعة لأنتيغوا وبربودا) و35 ميلاً (56 كم) شمال غرب غوادلوب الفرنسية. ما وراء ريدوندا تقع نيفيس (جزء من سانت كيتس ونيفيس)، على بعد حوالي 30 ميلاً (48 كم) إلى الشمال الغربي. تبلغ مساحتها 104 كـم2 (40 ميل2) وتتزايد تدريجيًا بسبب تراكم الرواسب البركانية على الساحل الجنوبي الشرقي. يبلغ طول الجزيرة 16 كم (9.9 ميل) وعرضها 11 كم (6.8 ميل) وتتكون من منطقة داخلية جبلية محاطة بمنطقة ساحلية مسطحة، ترتفع المنحدرات الصخرية من 15 إلى 30 مترًا (49 إلى 98 قدمًا) فوق سطح البحر، توجد عدد الشواطئ الرملية الناعمة المتناثرة بين الخلجان على الجانب الغربي (البحر الكاريبي) من الجزيرة.
الجبال الرئيسية (من الشمال إلى الجنوب) سيلفر هيل، كاتي هيل في سلسلة تلال المركزية، سوفريير هيلز وتلال سوفريير الجنوبية. بركان سوفرير هيلز هو أعلى نقطة في الجزيرة. كان ارتفاعه 915 مترًا (3002 قدمًا) قبل عام 1995. ولكن نما بعد ثورانه إلى ارتفاع بـ 1050 مترًا (3440 قدمًا).
تشير تقديرات وكالة المخابرات المركزية لعام 2011 إلى أن 30٪ من أراضي الجزيرة مصنفة على أنها زراعية و20٪ صالحة للزراعة و25٪ غابات والبقية على أنها «أخرى».

### البركان ومنطقة الاستبعاد

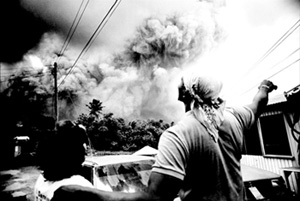
اندلاع بركان سوفرير هيلز في 22 سبتمبر 1997

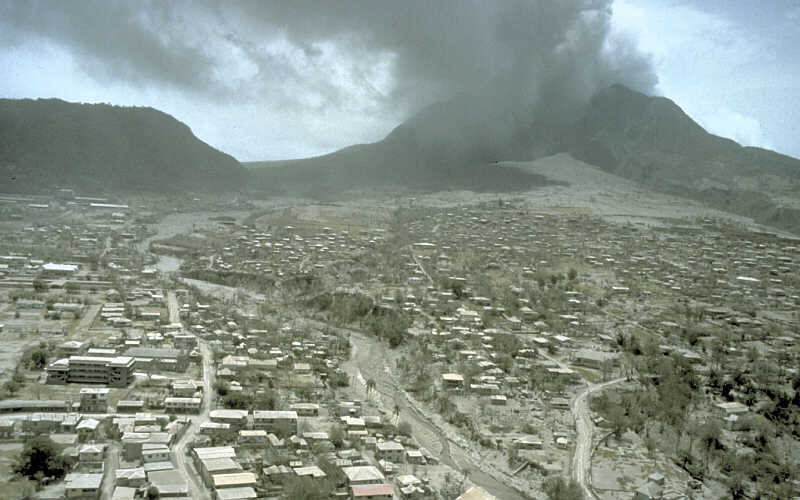
مدينة بليموث (العاصمة السابقة والميناء الرئيسي لمونتسرات) في 12 يوليو 1997، بعد أن أحرقت تدفقات الحمم البركانية

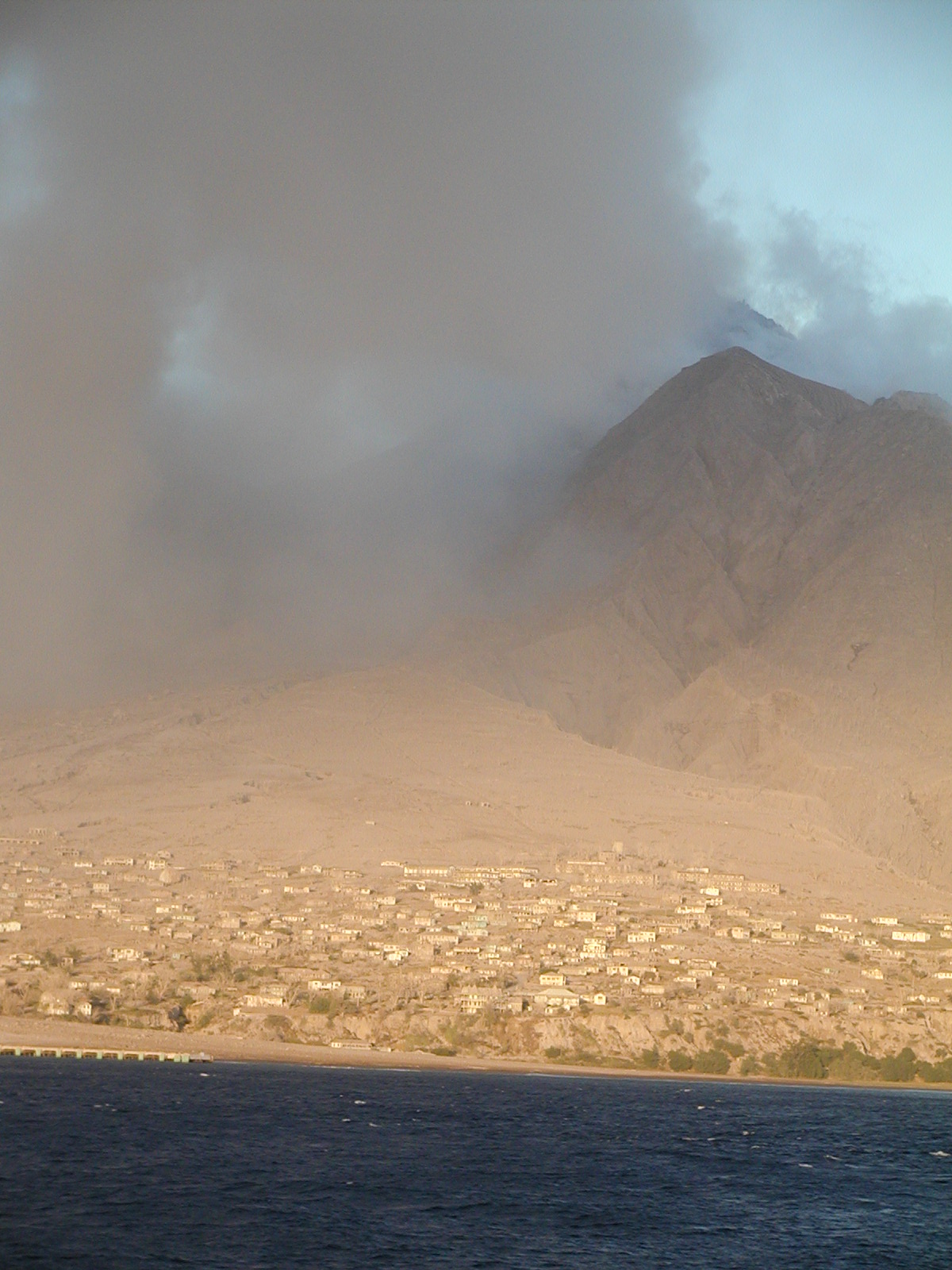
مدينة بليموث المدمرة (2003)

ثار بركان سوفريير هيلز في يوليو 1995 بعد خموله لعدة قرون، وسرعان ما دفنت عاصمة الجزيرة، بليموث، في أكثر من 12 مترًا (39 قدمًا) من الرماد ودمر مطارها ومرافق الإرساء وجعل الجزء الجنوبي من الجزيرة، التي تسمى الآن منطقة الاستبعاد، غير صالحة للسكن وغير آمنة للسفر. أُخلي الجزء الجنوبي من الجزيرة وقيّد دخوله بشدة. تشمل منطقة الاستبعاد أيضًا منطقتين بحريتين متجاورتين مع المنطقة البرية. بعد تدمير بليموث واضطراب الاقتصاد غادر أكثر من نصف السكان الجزيرة التي تفتقر في الأساس إلى السكان. خلال أواخر التسعينيات، حدثت انفجارات إضافية.
تقديراً للكارثة، في عام 1998، مُنح سكان مونتسرات حقوق الإقامة الكاملة في المملكة المتحدة، مما سمح لهم بالهجرة إذا اختاروا ذلك. منحت لهم الجنسية البريطانية في عام 2002.
لعدد من السنوات في أوائل العقد الأول من القرن الحادي والعشرين، كان نشاط البركان يتألف في الغالب من عدد قليل من تنفيس الرماد في المناطق غير المأهولة في الجنوب. يتساقط الرماد أحيانًا في الأجزاء الشمالية والغربية من الجزيرة. في الفترة الأخيرة من النشاط المتزايد في بركان سوفرير هيلز، من نوفمبر 2009 حتى فبراير 2010، تنفث الرماد وكان هناك انفجار فولكاني أدى إلى تدفقات الحمم البركانية أسفل عدة جوانب من الجبل. يُسمح أحيانًا بالسفر إلى أجزاء من منطقة الحظر ولكن ذلك فقط بترخيص من قوة شرطة مونتسرات الملكية. قُسمت المنطقة إلى مناطق فرعية متعددة مع قيود متفاوتة على الدخول والاستخدام في 2014، بناءً على النشاط البركاني: حتى أن بعض المناطق (في عام 2020) أصبحت مفتوحة على مدار 24 ساعة ومسكونة. لا تزال المنطقة الأكثر خطورة، والتي تضم العاصمة السابقة، محظورة على الزوار بسبب المخاطر البركانية وغيرها. من القانوني زيارة هذه المنطقة عندما تكون مصحوبة بدليل معتمد من الحكومة.
لم يتأثر الجزء الشمالي من مونتسرات إلى حد كبير بالنشاط البركاني، ولا يزال غنياً وخضراً. افتتحت الأميرة آن رسميًا في فبراير 2005 ما يسمى الآن بمطار جون إيه أوزبورن في الشمال. توجد مرافق لرسو السفن في ليتل باي، حيث بنيت العاصمة الجديدة؛ براديس.

### الحياة البرية
تعد مونتسرات، مثل العديد من الجزر المعزولة، موطنًا لأنواع نباتية وحيوانية نادرة. الطائر الوطني هو أوريول مونتسرات (Icterus oberi). يحتفظ به في العديد من حدائق الحيوان في المملكة المتحدة بما في ذلك: حديقة حيوان تشيستر، وحديقة حيوان لندن، وحديقة حيوان جيرسي، وحديقة حيوان إدنبرة.
مونتسرات جاليواسب (Diploglossus montisserrati)، وهو نوع من السحالي، مستوطن في مونتسرات ومدرج في القائمة الحمراء للاتحاد الدولي لحفظ الطبيعة على أنه معرض للخطر بشكل كبير. طُورت خطة عمل الأنواع لهذا النوع.
أجري في عام 2005 تقييم التنوع البيولوجي لمركز هيلز، مع فريق من الشركاء الدوليين منها الجمعية الملكية لحماية الطيور وجامعة ولاية مونتانا، لدعم عمل دعاة الحفاظ على البيئة المحليين وجمع البيانات البيولوجية. وجد باحثون من جامعة ولاية مونتانا أن اللافقاريات كانت غنية بشكل خاص في الجزيرة. وجد التقرير أن عدد أنواع اللافقاريات المعروف وجودها في مونتسرات هو 1241 نوعًا. ويبلغ عدد أنواع الخنافس المعروفة 718 نوعًا من 63 عائلة. تشير التقديرات إلى أن 120 من اللافقاريات مستوطنة في مونتسرات.
تشتهر مونتسرات بشعابها المرجانية وكهوفها على طول الشاطئ. تضم هذه الكهوف العديد من أنواع الخفافيش، والجهود جارية لرصد وحماية الأنواع العشرة من الخفافيش من الانقراض.
رتيلاء مونتسرات (Cyrtopholis femoralis) هو النوع الوحيد من الرتيلاء الأصلي في الجزيرة. تم تربيتها لأول مرة في الأسر في حديقة حيوان تشيستر في أغسطس 2016.

### المناخ
تتمتع مونتسرات بمناخ غابات مطيرة استوائية (Af وفقًا لتصنيف مناخ كوبن ) ويكون المناخ دافئ على مدار العام، مع وجود الكثير من الأمطار في الصيف والخريف بسبب الأعاصير الأطلسية.
| البيانات المناخية لـبليموث        | البيانات المناخية لـبليموث | البيانات المناخية لـبليموث | البيانات المناخية لـبليموث | البيانات المناخية لـبليموث | البيانات المناخية لـبليموث | البيانات المناخية لـبليموث | البيانات المناخية لـبليموث | البيانات المناخية لـبليموث | البيانات المناخية لـبليموث | البيانات المناخية لـبليموث | البيانات المناخية لـبليموث | البيانات المناخية لـبليموث | البيانات المناخية لـبليموث |
| الشهر                             | يناير                      | فبراير                     | مارس                       | أبريل                      | مايو                       | يونيو                      | يوليو                      | أغسطس                      | سبتمبر                     | أكتوبر                     | نوفمبر                     | ديسمبر                     | المعدل السنوي              |
| --------------------------------- | -------------------------- | -------------------------- | -------------------------- | -------------------------- | -------------------------- | -------------------------- | -------------------------- | -------------------------- | -------------------------- | -------------------------- | -------------------------- | -------------------------- | -------------------------- |
| الدرجة القصوى °م (°ف)             | 32 (90)                    | 33 (91)                    | 34 (93)                    | 34 (93)                    | 36 (97)                    | 37 (99)                    | 37 (99)                    | 37 (99)                    | 36 (97)                    | 34 (93)                    | 37 (99)                    | 33 (91)                    | 37 (99)                    |
| متوسط درجة الحرارة الكبرى °م (°ف) | 29 (84)                    | 30 (86)                    | 31 (88)                    | 31 (88)                    | 32 (90)                    | 32 (90)                    | 33 (91)                    | 33 (91)                    | 32 (90)                    | 31 (88)                    | 30 (86)                    | 29 (84)                    | 31 (88)                    |
| متوسط درجة الحرارة الصغرى °م (°ف) | 23 (73)                    | 23 (73)                    | 24 (75)                    | 24 (75)                    | 24 (75)                    | 25 (77)                    | 25 (77)                    | 25 (77)                    | 24 (75)                    | 24 (75)                    | 24 (75)                    | 23 (73)                    | 24 (75)                    |
| أدنى درجة حرارة °م (°ف)           | 17 (63)                    | 18 (64)                    | 18 (64)                    | 18 (64)                    | 19 (66)                    | 21 (70)                    | 22 (72)                    | 22 (72)                    | 21 (70)                    | 19 (66)                    | 19 (66)                    | 18 (64)                    | 17 (63)                    |
| الهطول مم (إنش)                   | 122 (4.8)                  | 86 (3.4)                   | 112 (4.4)                  | 89 (3.5)                   | 97 (3.8)                   | 112 (4.4)                  | 155 (6.1)                  | 183 (7.2)                  | 168 (6.6)                  | 196 (7.7)                  | 180 (7.1)                  | 140 (5.5)                  | 1٬640 (64.6)               |
| المصدر: BBC Weather               |                            |                            |                            |                            |                            |                            |                            |                            |                            |                            |                            |                            |                            |

## النقل

### الجو

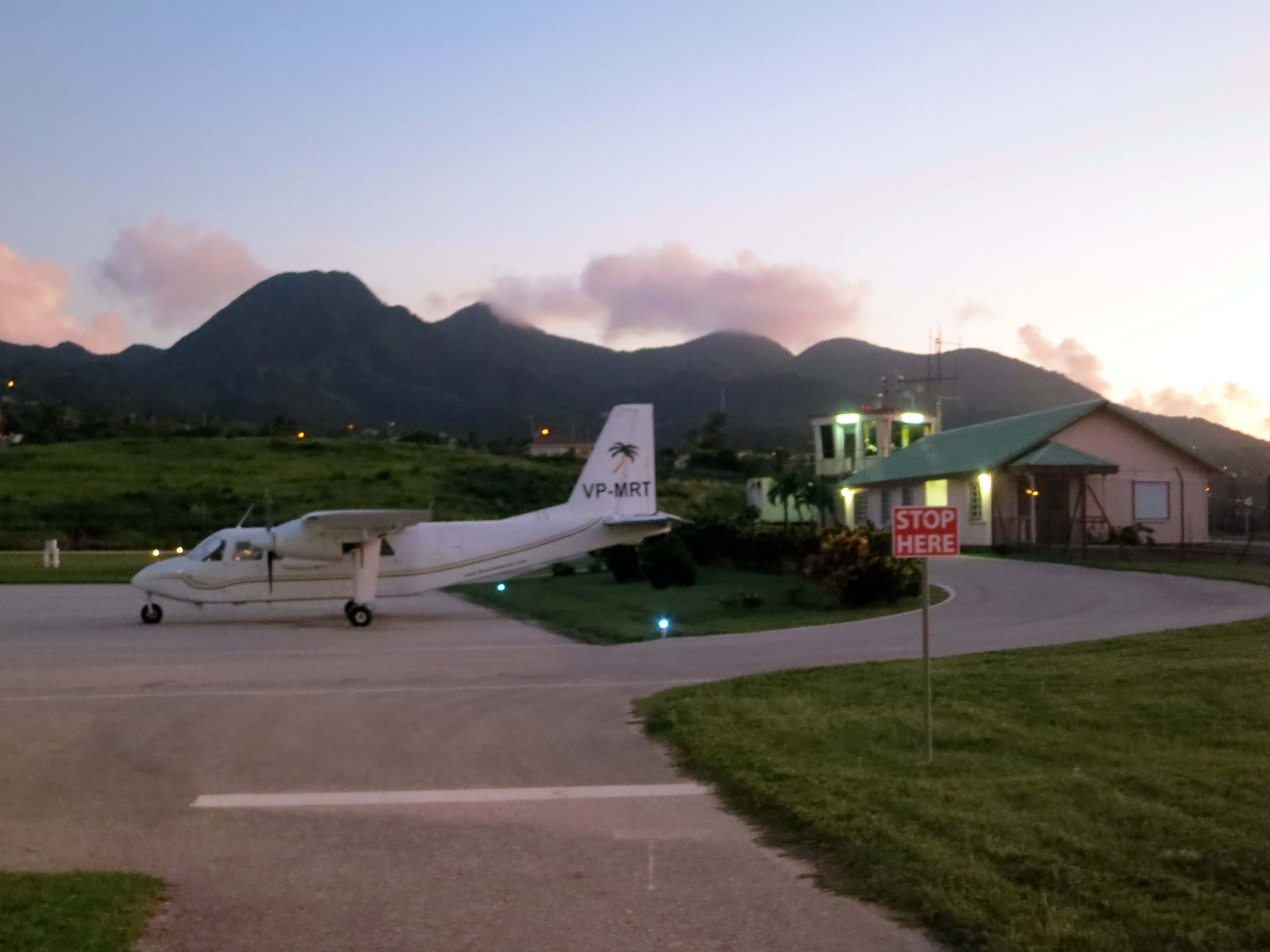
مطار جون أ. أوزبورن

مطار جون أ. أوزبورن هو المطار الوحيد في الجزيرة (بُني بعد دمار مطار دبليو إتش برامبل في عام 1997 بسبب الانفجار البركاني)، توجد منه رحلات مجدولة إلى أنتيغوا على طيران مونتسرات وطيران إي بي إم. تتوفر أيضًا رحلات الطيران العارض إلى الجزر المحيطة.

### البحر
كانت توجد عبارات إلى الجزيرة من Heritage Quay في سانت جونز في أنتيغوا وبربودا إلى ليتل باي في مونتسرات. مدتها الرحلة حوالي ساعة ونصف وتوجد خمسة أيام في الأسبوع.
توقفت هذه الخدمة في عام 2019 بسبب كونها غير مستدامة مالياً والوصول الوحيد إلى مونتسرات الآن هو عن طريق الجو.

## التركيبة السكانية
كان عدد سكان مونتسرات 7119 نسمة في عام 1842. ولكنه نقص إلى 5879 حسب تقدير عام 2008)، حيث ما يقدر بنحو 8000 لاجئ غادروا الجزيرة (في المقام الأول إلى المملكة المتحدة) بعد استئناف النشاط البركاني في يوليو 1995؛ كان عدد السكان 13,000 في عام 1994. أشار تعداد مونتسرات لعام 2011 إلى أن عدد سكانها 4922. وصل في تقدير 2016 إلى ما يقرب من 5000 نسمة وترجع الزيادة إلى الهجرة من الجزر الأخرى.
وفقًا لتقديرات الأمم المتحدة كان عدد السكان 5197 في أبريل 2018 (بكثافة 52 لكل كيلومتر مربع أو 135 شخصًا لكل ميل مربع)، مع ما يزيد قليلاً عن 90٪ من السكان يعيشون في مناطق غير حضرية.

### اللغات
اللغة الإنجليزية هي اللغة الرسمية الوحيدة واللغة الرئيسية المنطوقة. يتحدث بضعة آلاف من الناس كريول مونتسرات الإنجليزي.

### اللغة الأيرلندية
شكل الأيرلنديون أكبر نسبة من السكان البيض منذ تأسيس المستعمرة في عام 1628. وكان معظمهم خدمًا بعقود، آخرون كانوا تجارًا أو أصحاب مزارع. ادعى الجغرافي توماس جيفري في أطلس الهند الغربية (1780) أن غالبية سكان مونتسرات كانوا إما إيرلنديين أو من أصل أيرلندي «بحيث تستخدم اللغة الأيرلندية في الجزيرة، حتى بين الزنوج».
كانت هناك علاقات دائمة العبيد الأفارقة والخدم الأيرلنديين وكانت العلاقات الجنسية بينهم شائعة وظهرت مجموعة من أصل مختلط نتيجة لذلك. كان الأيرلنديون أيضًا بارزين في التجارة الكاريبية، حيث استوردوا البضائع الأيرلندية مثل لحم البقر ولحم الخنزير والزبدة والرنجة وكذلك استوردوا العبيد.
هناك أدلة غير مباشرة على أن استخدام اللغة الأيرلندية استمر في مونتسرات حتى منتصف القرن التاسع عشر على الأقل. قال كاتب يوميات كيلكيني والباحث الأيرلندي أمهلاويبه سيليبهين في عام 1831 أنه سمع أن السكان البيض والسود لا يزالون يتحدثون اللغة الأيرلندية في مونتسرات.
نقلت صحيفة تايمز الأيرلندية في وصف لمونتسرات في 1902، «الزنوج حتى يومنا هذا يتكلمون اللغة الأيرلندية الغيلية القديمة أو الإنجليزية مه تأثير إيرلندي».
أجرى عالم النطق البريطاني جون سي ويلز بحثًا في اللغة في مونتسرات في 1977-1978 (والذي شمل أيضًا سكان مونتسرات المقيمين في لندن). وجد أن ادعاءات وسائل الإعلام بأن تأثير اللغة الأيرلندي، سواء الإنجليزية الأيرلندية أو الغليلية الأيرلندية، كان مبالغًا فيه إلى حد كبير. لم يجد سوى القليل من التركيب اللغوي الذي يمكن أن يُعزى إلى التأثير الأيرلندي.

### الدين
بحسب تقدير وكالة المخابرات المركزية في 2001 فإن 67.1% من السكان بروتستانت (الأنجليكانية 21.8٪ والميثودية 17٪ والخمسينية 14.1٪ والسبتية 10.5٪ وكنيسة الله 3.7٪)، و11.6٪ من الكاثوليك، يشكل الراستافاريون 1.4٪ والديانات الأخرى 6.5٪ والغير متدينين 2.6٪ والغير محدد 10.8٪.

#### المسيحية في مونتسيرات
يعتنق أغلب سكان مونتسيرات المسيحية دينًا على المذهب البروتستانتي ومن ثم الكاثوليكي، بحسب التعداد السكاني لعام 2001 شكل أتباع الديانة المسيحيَّة حوالي 

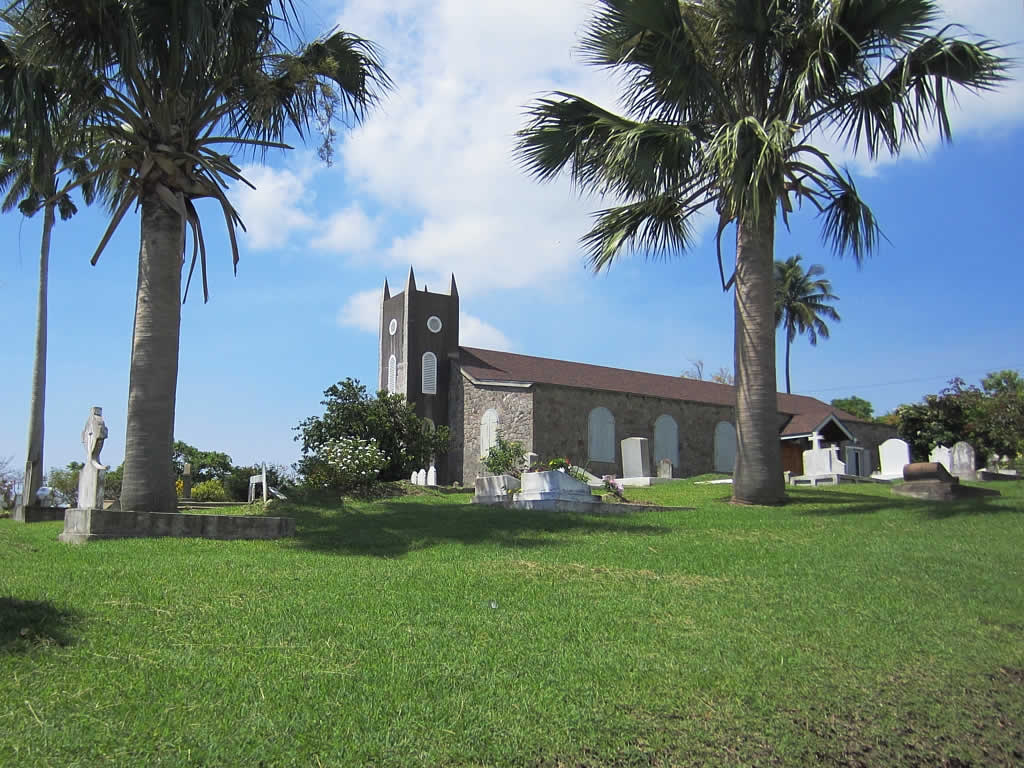
كاتدرائية سانت بيتر في مونتسيرات.

78.7% من سكان مونتسيرات؛  وشكل البروتستانت حوالي 67.1% من مجمل السكان. تعد الكنيسة الأنجليكانية أكبر مذهب بروتستانتي في البلاد مع حوالي 21.8% من السكان، يليها الكنيسة الميثودية مع حوالي 17% من السكان، والكنائس الخمسينية مع حوالي 14.1% من السكان، وكنيسة الأدفنتست مع حوالي 10.5% من مجمل السكان. وبحسب تعداد 2001 كان حوالي 11.6% من سكان مونتسيرات من أتباع الكنيسة الرومانية الكاثوليكية.

### المجموعات العرقية
السكان هم في الغالب، ولكن ليس على سبيل الحصر، من أصل أفريقي إيرلندي مختلط. ليس معروفًا على وجه اليقين عدد العبيد الأفارقة والعمال الأيرلنديين المستأجرين الذين أحضروا إلى جزر الهند الغربية، وفقًا لأحد التقديرات فإنهم بلغوا حوالي 60.000 أيرلندي حسب أوليفر كرومويل، بعضهم كان سيصل إلى مونتسرات.
تشير البيانات التي نشرتها وكالة المخابرات المركزية إلى مزيج المجموعة العرقية على النحو التالي (تقديرات 2011):
- 88.4٪ أفريقيون
- 3.7٪: مختلطون
- 3.0٪: إسبانيون

```
*2.7٪: قوقازيون غير إسبان
```

- 1.5٪: هنود

```
*0.7٪: أخرى
```

### التعليم
التعليم في مونتسرات إلزامي للأطفال الذين تتراوح أعمارهم بين 5 و 14 عامًا، ومجاني حتى سن 17 عامًا. والمدرسة الثانوية الوحيدة في الجزيرة هي مدرسة مونتسرات الثانوية (MSS) في سالم. وتوجد كلية مجتمع مونتسرات (MCC) في سالم. لدى جامعة جزر الهند الغربية حرم مفتوح في مونتسرات.

## الرياضة
تشارك مونتسرات في كل ألعاب الكومنولث منذ عام 1994.
ولد ميغيل فرانسيس، الذي يمثل الآن المملكة المتحدة ومثل أنتيغوا وبربودا سابقًا، في مونتسرات. وهو يحمل رقم أنتيغوا الوطني القياسي حيث قطع 200 متر في 19.88 ثانية.

### كرة السلة
تتزايد شعبية كرة السلة في مونتسرات مع قيام الدولة الآن بإنشاء دوري كرة السلة الخاص بها. يضم الدوري ستة فرق. كما قاموا ببناء مجمع 800 مقعد جديد بتكلفة 1.5 مليون دولار.

### لعبة الكريكيت
تشتهر لعبة الكريكيت في مونتسرات مع العديد من جزر الكاريبي. لاعبوا مونتسرات مؤهلون للعب مع فريق كريكيت جزر الهند الغربية. كان جيم ألين أول من لعب مع فريق جزر الهند الغربية، لم يقم أي لاعب آخر من مونتسرات بالعب مع جزر الهند الغربية حتى ليونيل بيكر لأول مرة ضد باكستان في نوفمبر 2008.